# Ronee Blakley
Ronee Sue Blakley (Nampa, Idaho, 1945. augusztus 24. –) amerikai színésznő, énekes-dalszerző, illetve zeneszerző.

## Élete és pályafutása
Első jelentős és egyben kritikailag legsikeresebb alakítása Robert Altman Nashville című 1975-ös zenés filmvígjáték-drámájában volt, mellyel Oscar-, BAFTA- és Golden Globe-díjakra jelölték.
Fontosabb szerepei voltak még Walter Hill Gengszterek sofőrje (1978) és Wes Craven Rémálom az Elm utcában (1984) című rendezéseiben.

## Filmográfia

### Film
| Év   | Magyar cím                   | Eredeti cím                                                 | Szerep            | Megjegyzések                                                            |
| ---- | ---------------------------- | ----------------------------------------------------------- | ----------------- | ----------------------------------------------------------------------- |
| 1970 |                              | Wilbur and the Baby Factory                                 | ismeretlen szerep |                                                                         |
| 1975 | Nashville                    | Nashville                                                   | Barbara Jean      |                                                                         |
| 1977 |                              | Three Dangerous Ladies                                      | Simone            |                                                                         |
| 1977 | J. Edgar Hoover titkos aktái | The Private Files of J. Edgar Hoover                        | Carrie DeWitt     |                                                                         |
| 1978 |                              | Renaldo and Clara                                           | Mrs. Dylan        | dokumentumfilm                                                          |
| 1978 | Gengszterek sofőrje          | The Driver                                                  | A Kapcsolat       | magyar hangja Földi Teri                                                |
| 1979 |                              | She Came to the Valley                                      | Willy Westall     |                                                                         |
| 1979 |                              | Good Luck, Miss Wyckoff                                     | Betsy             |                                                                         |
| 1980 |                              | The Baltimore Bullet                                        | Carolina Red      |                                                                         |
| 1980 | Villanás a víz felett        | Lightning Over Water                                        | önmaga            |                                                                         |
| 1984 | Rémálom az Elm utcában       | A Nightmare on Elm Street                                   | Marge Thompson    | - magyar hangja: - Tímár Éva (1. szinkron) - Vándor Éva (2. szinkron)   |
| 1985 |                              | I Played It for You                                         | önmaga            | - dokumentumfilm - filmrendező, forgatókönyvíró, producer és zeneszerző |
| 1986 |                              | Student Confidential                                        | Jenny Selden      |                                                                         |
| 1987 | Vámpírok városa              | A Return to Salem's Lot                                     | Sally             |                                                                         |
| 1987 | Valakit szeretni             | Someone to Love                                             | résztvevő         |                                                                         |
| 1990 |                              | Murder by Numbers                                           | Faith             |                                                                         |
| 2012 |                              | Of One Blood                                                | nem szerepel      | filmrendező, forgatókönyvíró és producer                                |
| 2019 |                              | Rolling Thunder Revue: A Bob Dylan Story by Martin Scorsese | naiva             | dokumentumfilm                                                          |

### Televízió

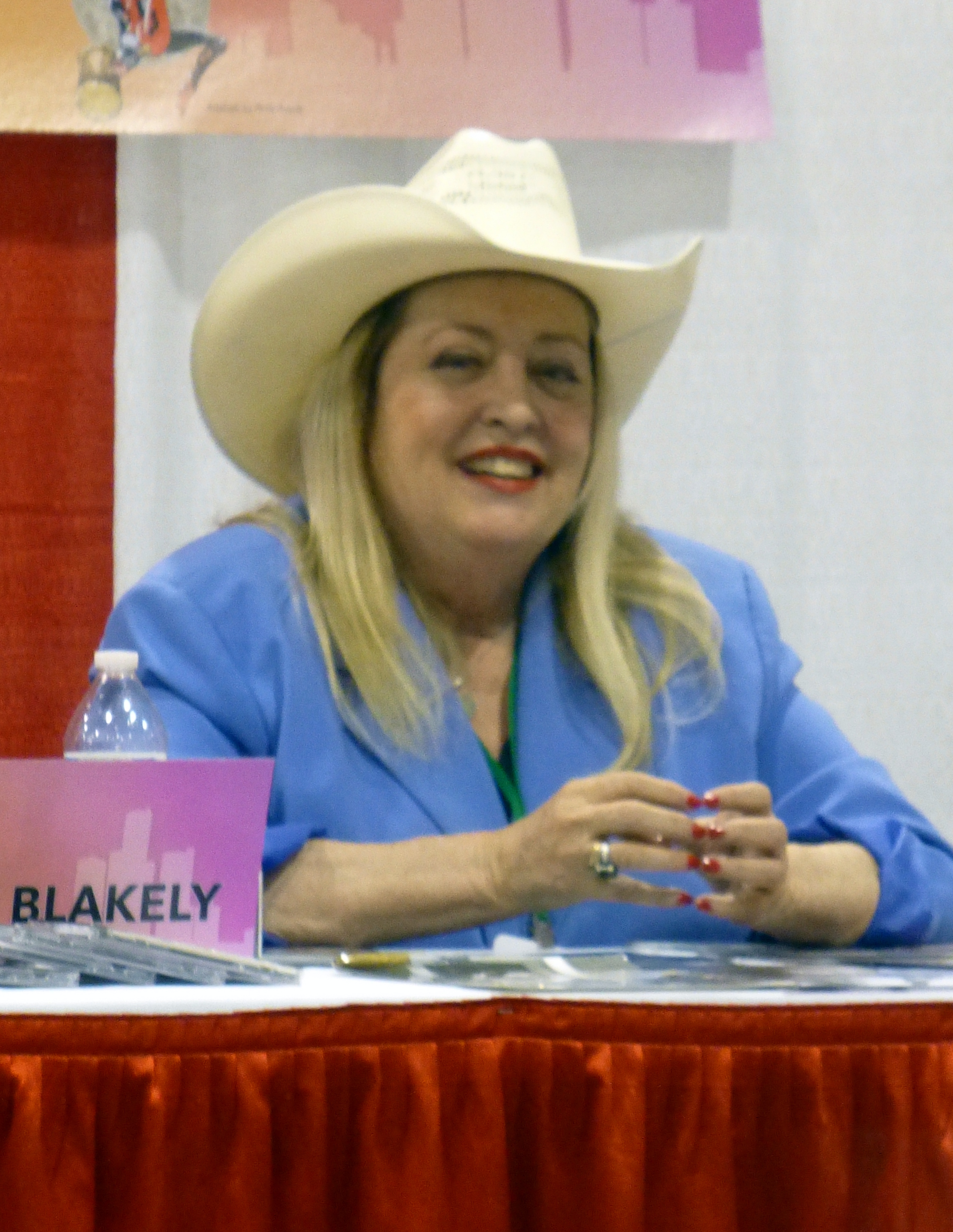
2015-ben

| Év   | Cím                                    | Szerep        | Megjegyzések |
| ---- | -------------------------------------- | ------------- | ------------ |
| 1978 | Desperate Women                        | Selena Watson | tévéfilm     |
| 1978 | Vega$                                  | Ginny Gordon  | 1 epizód     |
| 1979 | Visions                                | Sue           | 1 epizód     |
| 1979 | Szerelemhajó (The Love Boat)           | Sally Carter  | 1 epizód     |
| 1980 | Beyond Westworld                       | Ruth Avery    | 1 epizód     |
| 1981 | The Oklahoma City Dolls                | Valene Burns  | tévéfilm     |
| 1984 | Út a mennyországba (Highway to Heaven) | Patsy Maynard | 1 epizód     |
| 1985 | Trapper John, M.D.                     | Willow        | 1 epizód     |
| 1985 | Tales from the Darkside                | Cassie Pines  | 1 epizód     |
| 1987 | ABC Afterschool Specials               | Gina Sherman  | 1 epizód     |
| 1988 | Hotel                                  | Lisa Daniels  | 1 epizód     |

## Díjak és jelölések
| Év   | Díj                                | Kategória                  | Jelölt mű        | Eredmény | Ref.   |
| ---- | ---------------------------------- | -------------------------- | ---------------- | -------- | ------ |
| 1975 | Amerikai Filmkritikusok Szövetsége | legjobb női mellékszereplő | Nashville (1975) | Elnyerte | [ 8 ]  |
| 1976 | Oscar-díj                          | legjobb női mellékszereplő | Nashville (1975) | Jelölve  | [ 5 ]  |
| 1976 | Golden Globe-díj                   | legjobb női mellékszereplő | Nashville (1975) | Jelölve  | [ 9 ]  |
| 1976 | Golden Globe-díj                   | Év színésznő felfedezettje | Nashville (1975) | Jelölve  | [ 9 ]  |
| 1976 | BAFTA-díj                          | legjobb női mellékszereplő | Nashville (1975) | Jelölve  | [ 10 ] |
| 1976 | Grammy-díj                         | legjobb filmzene           | Nashville (1975) | Jelölve  | [ 11 ] |

## Fordítás
- Ez a szócikk részben vagy egészben  a   Ronee Blakley című angol Wikipédia-szócikk fordításán alapul.  Az eredeti cikk szerkesztőit annak laptörténete sorolja fel. Ez a jelzés csupán a megfogalmazás eredetét és a szerzői jogokat jelzi, nem szolgál a cikkben szereplő információk forrásmegjelöléseként.